# Dendrosida cuatrecasasii
Dendrosida cuatrecasasii là một loài thực vật có hoa trong họ Cẩm quỳ. Loài này được Fuertes mô tả khoa học đầu tiên năm 1989.